# 安市城
安市城是中国东北部古代的一个军事城堡，始建于晋朝。大概位置在今辽宁省鞍山市海城市。
汉朝设立安市县，属于辽东郡。十六国（317一420年）是先后隶属于前燕、前秦、后燕辽东郡。 南北朝（420一589年）北朝之际，为高句丽所佔領。
唐朝贞观年间，高句丽进攻新罗，新罗善德女王向唐朝告急。唐朝命高句丽停战，淵蓋蘇文拒绝。645年，唐太宗率军親征，拔辽东城（今辽宁辽阳），接着连破白崖城（今辽宁海城），盖牟城（今辽宁盖州）。但是，唐军在安市城遭到了安市城主（后世小说中塑造成高句丽名将杨万春）的坚决抵抗。后由于冬天来临，太宗下令班師。665年，唐将李勣等攻陷安市城后，灭亡高句丽。

## 相關電影
- 2017年《安市城》，由趙寅成、雪炫（AOA）等人出演。